# Никто/Тусклое солнце
«Никто/Тусклое Солнце» — сборник Вадима Курылёва, составленный из песен гитариста «ДДТ», записанных в 1988—1990-м годах. Выпущен на CD и MC лейблами «АнТроп» и «Manchester Files». Мастеринг издания осуществил Дмитрий Атаулин на студии «АнТроп».

## Список композиций
Музыка и тексты — Вадим Курылёв. Кроме (10) — музыка Вадим Курылёв, слова Александр Смирнов.
1. Если чувствуешь боль
2. Белые птицы
3. Тусклое солнце
4. Менестрель
5. Город умерших друзей
6. В старом доме
7. Музыка
8. Не знал, что сделать
9. Я учился любить
10. Никто
11. Упала слезинка
12. Камень
13. Верю в тебя

## Об альбоме
На виниле альбом «Тусклое Солнце» не выходил, но и записан он был не «просто для себя». В советское время основная часть музыкальной «продукции» шла через подпольную систему магнитофонных перезаписей. В конце 80-х это был уже вполне легальный или точнее сказать — никак ненаказуемый бизнес — появилось много салонов звукозаписи, где можно было записать на кассету музыку, выбранную из предлагаемого каталога. Каталоги были огромные. Там можно было записать и всю западную официальную музыку, и всю неофициальную отечественную. Магнитоальбом «Тусклое Солнце» числился в таких каталогах, по крайней мере, в питерских салонах звукозаписи.— Вадим Курылёв
Осенью 1988 года, по предложению Юрия Морозова, Курылёв записал свой первый сольный акустический альбом «Тусклое Солнце», так и не получивший широкого распространения. Ряд песен позднее был переделан для его второго альбома «Никто», который тоже был подготовлен Курылёвым в одиночку, за исключением короткой партии ковбелла в исполнении коллеги по «ДДТ» Игоря Доценко. Продюсером на ленинградской «Мелодии» выступил Юрий Морозов. В 1992 году «Никто» был отпечатан в виниле компанией «Cobweb Records».

## Критика
Музыкальная газета: раннее сольное творчество Курылёва оставляет ощущение «песен для себя», это спокойные, размеренные произведения о жизни, не претендующие на «чартовость». Однако «скрытые» хиты есть, например, «Белые птицы». Это музыка для размышляющих о бренности собственного существования и мира в целом, погруженных в свою внутреннюю вселенную, обустраивающих этот дом и сквозь окна наблюдающих за проходящими мимо людьми, рифмующих их поступки, пропускающих их через себя. Такие песни не измерить формулой «плохо — хорошо», равнодушно к данным исканиям относиться нельзя, стоит или участвовать в них, или идти слушать «ДДТ».